# Poritia phraetrae
Poritia phraetrae är en fjärilsart som beskrevs av William Chapman Hewitson. Poritia phraetrae ingår i släktet Poritia och familjen juvelvingar. Inga underarter finns listade i Catalogue of Life.